# Bosque mediterráneo de Creta
El bosque mediterráneo de Creta es una ecorregión de la ecozona paleártica, definida por WWF, que se extiende por la isla de Creta.

## Descripción
Es una ecorregión de bosque mediterráneo que ocupa los 8.200 kilómetros cuadrados de la isla de Creta.

## Flora
La diversidad es alta.

## Fauna
Varias aves amenazadas viven en esta ecorregión, como el quebrantahuesos (Gypaetus barbatus), el águila real (Aquila chrysaetos) y el águila perdicera (Aquila fasciata).

## Endemismos
El ratón espinoso de Creta (Acomys minous) es endémico de la isla, al igual que la cabra salvaje de Creta (Capra aegagrus creticus).

## Estado de conservación
En peligro crítico. La tala y la transformación de los bosques en pastos ha alterado gran parte del paisaje original de la isla.